# NGC 5339
NGC 5339 (również PGC 49388) – galaktyka spiralna z poprzeczką (SBa), znajdująca się w gwiazdozbiorze Panny. Odkrył ją Guillaume Bigourdan 14 maja 1887 roku.
W galaktyce tej zaobserwowano supernową SN 2013aj.